# Cetatea Katz
Cetatea Katz (în germană: Burg Katz; denumire dată de localnici; numele adevărat: Burg Neukatzenelnbogen) este situată pe malul drept al Rinului deasupra orașului Sankt Goarshausen, landul Renania-Palatinat, Germania.

## Istoric
Cetatea a fost întemeiată între anii 1360 - 1371 de grofii von Katzenelnbogen, motivul fiind existența în apropiere a cetății Burg Maus. În germană Katze und Maus înseamnă „pisică și șoarece”. Cetatea Katz mai avea rolul de a întări poziția de apărare și funcția de control vamal al cetății Burg Rheinfels .
După dispariția grofilor von Katzenelnbogen (1479) cetatea a fost preluată de ducatul Hessa, ceea ce a declanșat un conflict între ducatele Hessen-Kassel și Hessen-Darmstadt. Cetatea a fost asediată și distrusă parțial în anii 1626 și 1647. În 1692 a suferit din nou distrugeri însemnate din cauza trupelor regelui Ludovic al XIV-lea al Franței, distrugere continuată în Războiul de Șapte Ani și de soldații lui Napoleon (1806). In 1816 cetatea a devenit proprietatea principilor Nassau, urmând ca în 1896 să fie renovată în timpul lui Ferdinand Berg (primarul districtului).
În 1928 cetatea a fost vândută la licitație statului nazist, care a transformat o parte din cetate în școală. Între anii 1935-1966 a fost un internat al Institutului Hofmann, numit ulterior „Wilhelm-Hofmann-Gymnasium”.
Azi cetatea nu mai poate fi vizitată, fiind un hotel proprietate privată japoneză.